# Ein Planet wehrt sich
Ein Planet wehrt sich (Originaltitel: Home Soil) ist die 18. Episode der ersten Staffel der US-amerikanischen Science-Fiction-Fernsehserie Raumschiff Enterprise – Das nächste Jahrhundert. Sie wurde in den Vereinigten Staaten über Syndication vermarktet und erstmals am 22. Februar 1988 auf verschiedenen Fernsehsendern ausgestrahlt. In Deutschland war sie zum ersten Mal am 26. Januar 1991 in einer synchronisierten Fassung im ZDF zu sehen.

## Handlung
Im Jahr 2364 bei Sternzeit 41463.9 soll die Enterprise nach Velara III fliegen, um dort nach einer Gruppe von Terraformern zu sehen. Der Direktor der Einrichtung, Kurt Mandl, antwortet erst mit Verzögerung und scheint über den Besuch gar nicht erfreut zu sein. Captain Picard besteht jedoch darauf, nach dem Rechten zu sehen, und schickt ein Außenteam auf den Planeten. Das Team wird von Mandls Mitarbeitern begrüßt, die erklären, wie sie diese tote Welt in einen lebensfreundlichen Planeten verwandeln wollen. Mandls unfreundlichen Empfang entschuldigen sie mit hoher Arbeitsbelastung, bedingt durch unerwartete Probleme in der letzten Zeit. Als der Hydraulikexperte Arthur Malencon diese näher erläutern will, unterbricht ihn Mandl und verlangt, dass er unverzüglich Arbeiten im Hydraulikraum durchführt. Dort kommt es jedoch kurz darauf zu einem Zwischenfall: Malencon wird von einem Laserbohrer lebensgefährlich verletzt. Er wird sofort auf die Enterprise gebeamt, doch Schiffsärztin Beverly Crusher kann nichts mehr für ihn tun.
Der zweite Offizier der Enterprise, der Android Data, untersucht den Hydraulikraum und lässt das Bohrprogramm erneut laufen. Es läuft zunächst planmäßig, doch dann wird der Eingang verriegelt und der Laser beginnt, auf Data zu schießen. Dank seiner übermenschlichen Reflexe kann er dem Laser ausweichen und den Bohrer zerstören. Es ist nun klar, dass das Gerät umprogrammiert wurde. Der Verdacht liegt nahe, dass Malencon von einem seiner Kollegen ermordet wurde. Picard erklärt den verbliebenen Terraformern, dass ihre Arbeit bis zur Klärung dieses Vorfalls ausgesetzt ist.
Data und Lieutenant La Forge stellen weitere Nachforschungen im Hydraulikraum an. Dabei entdecken sie in einem Bohrloch ein seltsames, pulsierendes Licht, das von einem anorganischen Objekt ausgeht. Sie beamen das Objekt auf die Enterprise, wo es unter einer Glasglocke weiter untersucht wird. Es handelt sich um eine Kristallstruktur, die offenbar darauf reagiert, wenn sich ihr jemand nähert. Dr. Crusher kommt zu dem Schluss, dass es sich um eine Lebensform handelt. Nach kurzer Zeit stößt das Wesen einen grellen Blitz aus und plötzlich befinden sich zwei Strukturen unter der Glocke. Dr. Crusher will ein Eindämmungsfeld um das Labor errichten, doch dessen Energie wird von den Wesen absorbiert. Diese scheinen auch Zugriff zum Schiffscomputer zu haben und versuchen mit dessen Hilfe zu kommunizieren, doch der Computer gibt nur unverständliche Laute aus.
Picard konfrontiert Mandl mit diesen neuen Erkenntnissen. Der versichert, dass alle Voruntersuchungen ergeben hätten, dass auf Velara III kein Leben existiert. Er und seine Leute haben durchaus auffällige Kristalle bemerkt, doch sie schenkten ihnen keine größere Beachtung und kamen nicht auf die Idee, dass es sich um Lebensformen handeln könnte.
Die Wesen vermehren sich weiter und der Maschinenraum meldet, dass es vermehrt zu Fehlfunktionen kommt. Schließlich haben die Wesen Erfolg bei der Bedienung des Universalübersetzers. Sie sprechen die Besatzung als „hässliche große Beutel, hauptsächlich mit Wasser gefüllt“ an, was Data als eine zutreffende Beschreibung der Menschen ansieht. Die Wesen erklären, die Besatzung der Terraforming-Station habe ihnen Schaden zugefügt und viele von ihnen getötet. Sie haben versucht, friedlich Kontakt aufzunehmen, wurden aber ignoriert. Daher seien sie gezwungen, jetzt den Krieg zu erklären. Sie beenden die Kommunikation und prompt wird die Enterprise von einer gewaltigen Kraft durchgeschüttelt.
Die Wesen im Labor haben sich inzwischen zu einem größeren Kristall vereinigt, der wie ein Computer arbeitet. Ein Versuch, ihn zurück auf den Planeten zu beamen, schlägt fehlt. Picard will nun herausfinden, welcher Schaden den Wesen zugefügt wurde. Nach einem Gespräch mit den Terraformern vermuten Data und Dr. Crusher, dass es mit Malencons Arbeit zu tun hatte. Er war damit beschäftigt, eine Salzwasserschicht abzupumpen, die die Wesen offenbar zum Überleben brauchen. Durch die elektrische Leitfähigkeit des Salzwassers sind die Wesen untereinander vernetzt und bilden so eine kollektive Intelligenz. Die Terraformer versichern, dass mögliche Kommunikationsversuche durch Muster im Sand von ihnen nicht erkannt wurden.
Data und La Forge merken an, dass sie auch Cadmiumsalze festgestellt haben, die in der Lage sind, Infrarotstrahlung in Energie zu verwandeln. Dies scheint die Nahrungsgrundlage der Wesen zu sein. Picard sieht darin eine Chance, die Wesen wieder zur Kommunikation zu bewegen, und lässt im Labor das Licht löschen. Schon bald bitten die Wesen um mehr Licht und die Rückkehr auf ihren Planeten. Picard kann ihnen verständlich machen, dass die Terraformer nicht in böser Absicht gehandelt haben. Er schickt die Wesen zurück und entspricht ihrem Wunsch, den Planeten in Ruhe zu lassen. Picard drückt seine Hoffnung aus, dass sich nun eine vertrauensvolle Beziehung zwischen ihren beiden Völkern entwickeln kann. Die Wesen halten die Menschheit aber noch für zu arrogant und primitiv und bitten darum, erst in frühestens 300 Jahren erneut kontaktiert zu werden.

## Verbindungen zu anderen Star-Trek-Produktionen
Die Folge Horta rettet ihre Kinder der Vorgängerserie Raumschiff Enterprise erzählt eine ganz ähnliche Geschichte. Hier ist es eine auf Silicium basierende Lebensform, die ihren ungeschlüpften Nachwuchs vor Bergarbeitern beschützen will, weshalb das unwissende Erstaunen aller Darsteller in Ein Planet wehrt sich für Kenner der Originalserie wenig glaubwürdig erschien.

## Produktion

### Drehbuch
Ein Planet wehrt sich war die letzte Star-Trek-Folge, in der Gene Roddenberry als Showrunner fungierte. Sein Nachfolger wurde Maurice Hurley.
Die Fertigstellung des Drehbuchs überschnitt sich mit dem Beginn der Dreharbeiten. Regisseur Corey Allen erhielt zum Teil einzelne Seiten erst einen Tag vor dem Dreh der entsprechenden Szenen. Zudem wurde es während der Dreharbeiten mehrfach umgeschrieben.

### Darsteller
Carolyne Barry, Darstellerin einer Ingenieurin auf der Enterprise, spielte auch einen Metronen in der Folge Ganz neue Dimensionen der Vorgängerserie Raumschiff Enterprise.
Walter Gotell, Darsteller von Kurt Mandel, war aus den James-Bond-Filmen als General Gogol bekannt.

## Rezeption
Keith DeCandido bewertete Ein Planet wehrt sich 2011 auf tor.com als eine gute Folge und eine wunderbare Science-Fiction-Geschichte. Er hob hervor, dass dies eine der relativ wenigen Folgen sei, in denen die Serie tatsächlich ihrer Prämisse gerecht wird, dass die Enterprise unbekannte Lebensformen entdeckt. DeCandido bemängelte allerdings Corey Allens unnatürliches, bühnenhaftes Arrangement und seine Obsession mit extremen Nahaufnahmen. Die falsche Fährte mit Mandl als möglichem Mörder von Malencon fand er ungeschickt umgesetzt. Als weiteren Kritikpunkt nannte er das völlige Fehlen von Verweisen auf Horta rettet ihre Kinder.